# 卡托巴萊克諾曼 (北卡羅萊納州)
卡托巴萊克諾曼（英語：Lake Norman of Catawba）是位於美國北卡羅萊納州卡托巴縣的普查規定居民點。

## 人口
根據2020年美國人口普查的數據，卡托巴萊克諾曼的面積為48.56平方千米，當中陸地面積為26.14平方千米，而水域面積為22.42平方千米。當地共有人口8658人，而人口密度為每平方千米178.29人。